# Женская сборная Португалии по водному поло
Женская сборная Португалии по водному поло — национальная ватерпольная команда, представляющая Португалию на международной арене. Управляющей организацией является Ассоциация плавания Португалии (порт. Federação Portuguesa de Natação, FPN, англ. Portuguese Swimming Federation).

## Результаты выступлений

### Чемпионаты Европы
| Год        | Место          | И              | В              | Н              | П              | ГЗ             | ГП             | +/-            |
| ---------- | -------------- | -------------- | -------------- | -------------- | -------------- | -------------- | -------------- | -------------- |
| 1985—1993  | не участвовали | не участвовали | не участвовали | не участвовали | не участвовали | не участвовали | не участвовали | не участвовали |
| 1995       | 11             | 5              | 1              | 0              | 4              | 16             | 70             | -54            |
| 1997       | 11             | 6              | 0              | 0              | 6              | 22             | 84             | -62            |
| 1999—2014  | не участвовали | не участвовали | не участвовали | не участвовали | не участвовали | не участвовали | не участвовали | не участвовали |
| 2016       | 10             | 6              | 1              | 0              | 5              | 27             | 120            | -93            |
| 2018—н. в. | не участвовали | не участвовали | не участвовали | не участвовали | не участвовали | не участвовали | не участвовали | не участвовали |